# USS Daniel (DE-335)
USS Daniel (DE-335) là một tàu hộ tống khu trục lớp Edsall từng phục vụ cùng Hải quân Hoa Kỳ trong Chiến tranh Thế giới thứ hai. Nó là chiếc tàu chiến duy nhất của Hải quân Hoa Kỳ được đặt cái tên này, theo tên binh nhì Thủy quân Lục chiến Hugh Spencer Daniel (1923-1942), người từng phục vụ trên tàu sân bay Hornet (CV-8), đã tử trận ngày 26 tháng 10, 1942 trong Trận chiến quần đảo Santa Cruz và được truy tặng Huân chương Chữ thập Hải quân. Nó đã phục vụ cho đến khi chiến tranh kết thúc, xuất biên chế năm 1946, rồi cuối cùng bị bán để tháo dỡ vào năm 1974.

## Thiết kế và chế tạo
Lớp Edsall có thiết kế hầu như tương tự với lớp Cannon dẫn trước; khác biệt chủ yếu là ở hệ thống động lực Kiểu FMR do được trang bị động cơ diesel Fairbanks-Morse dẫn động qua hộp số giảm tốc đến trục chân vịt. Đây là cấu hình động cơ được áp dụng rộng rãi trên tàu ngầm, được chứng tỏ là có độ tin cậy cao hơn so với lớp Cannon.
Vũ khí trang bị bao gồm ba pháo 3 in (76 mm)/50 cal trên tháp pháo nòng đơn có thể đối hạm hoặc phòng không, một khẩu đội pháo phòng không Bofors 40 mm nòng đôi và tám pháo phòng không Oerlikon 20 mm. Vũ khí chống ngầm bao gồm một dàn súng cối chống tàu ngầm Hedgehog Mk. 10 (có 24 nòng và mang theo 144 quả đạn); hai đường ray Mk. 9 và tám máy phóng K3 Mk. 6 để thả mìn sâu. Con tàu vẫn giữ lại ba ống phóng ngư lôi Mark 15 21 inch (533 mm), và được trang bị radar SC dò tìm không trung và mặt biển. Thủy thủ đoàn đầy đủ bao gồm 186 sĩ quan và thủy thủ.
Daniel được đặt lườn tại xưởng tàu của hãng Consolidated Steel Corporation ở Orange, Texas vào ngày 30 tháng 8, 1943. Nó được hạ thủy vào ngày 16 tháng 11, 1943, được đỡ đầu bởi bà C. E. Daniel, mẹ binh nhất Daniel, và nhập biên chế cùng Hải quân Hoa Kỳ vào ngày 24 tháng 1, 1944 dưới quyền chỉ huy của Hạm trưởng, Thiếu tá Hải quân Harold E. Waller.

## Lịch sử hoạt động
Khởi hành từ Galveston, Texas vào ngày 11 tháng 2, 1944, Daniel tiến hành hạy thử máy huấn luyện tại khu vực Bermuda trước khi đi đến Norfolk, Virginia vào ngày 24 tháng 3, nơi nó đảm nhiệm vai trò tàu huấn luyện cho thủy thủ đoàn các tàu hộ tống khu trục trong tương lai. Nó hoạt động trong vai trò này ngoài khơi Hampton Roads, Virginia cho đến ngày 31 tháng 5, khi nó hộ tống một tàu kéo đi Bermuda, rồi chuyển sang vai trò hộ tống vận tải vượt Đại Tây Dương.
Trong giai đoạn từ ngày 27 tháng 6 đến ngày 27 tháng 9, 1944, Daniel đã hộ tống hai đoàn tàu vận tải đi sang Naples, Ý, trong giai đoạn lực lượng Đồng Minh thực hiện Chiến dịch Dragoon để đổ bộ lên miền Nam nước Pháp. Sau đó nó tiếp tục hộ tống thêm năm đoàn tàu vận tải vượt Bắc Đại Tây Dương sang các cảng Anh và Pháp từ ngày 23 tháng 10, 1944 đến ngày 3 tháng 6, 1945. Sau khi chiến tranh kết thúc tại Châu Âu, con tàu chuẩn bị để được điều động sang khu vực Mặt trận Thái Bình Dương.
Đi đến San Diego, California vào ngày 29 tháng 7, Daniel tiếp tục hành trình bốn ngày sau đó để đi sang Trân Châu Cảng, đến nơi vào ngày 9 tháng 8. Nó phục vụ canh phòng máy bay cho hoạt động huấn luyện phi công của tàu sân bay hộ tống Corregidor (CVE-58), và vẫn đang hoạt động tại vùng biển Hawaii khi Nhật Bản chấp nhận đầu hàng vào ngày 15 tháng 8, giúp chấm dứt vĩnh viễn cuộc xung đột. Con tàu lên đường vào ngày 5 tháng 9 để quay trở về vùng bờ Đông.
Về đến Philadelphia, Pennsylvania vào ngày 27 tháng 9, Daniel được chuẩn bị để ngừng hoạt động. Nó được cho xuất biên chế tại Green Cove Springs, Florida vào ngày 12 tháng 4, 1946 và đưa về Hạm đội Dự bị Đại Tây Dương. Con tàu được rút tên khỏi danh sách Đăng bạ Hải quân vào ngày 15 tháng 1, 1971, và cuối cùng bị bán để tháo dỡ vào ngày 30 tháng 1, 1974.

## Phần thưởng
Nguồn: Navsource Naval History
|  | Bronze star |

| Huân chương Chiến dịch Hoa Kỳ | Huân chương Chiến dịch Châu Âu-Châu Phi-Trung Đông với 1 Ngôi sao Chiến trận | Huân chương Chiến thắng Thế Chiến II |